# Кирха в Мельникове
Кирха в Мельникове (фин. Räisälän kirkko, «Ряйсяльская кирха») — лютеранская церковь в посёлке Мельниково, Приозерского района Ленинградской области, построенная по проекту Йозефа Стенбека в 1912 году. Расположена по адресу: улица Калинина, дом 5.

## История
Первая кирха появилась на этом месте в 1635 году. Третья деревянная Ряйсяльская кирха сгорела в 1910 году. Новый, четвёртый храм, рассчитанный на 1000 мест, возвели по проекту архитектора Йозефа Стенбека в 1912 году.
В 1913 году в кирхе был установлен 25-регистровый орган. Позднее количество регистров было увеличено вдвое. Алтарная картина «Иисус благословляет детей своих» написана в 1872 году придворным художником Р. Экманом и сейчас сохраняется вместе с двумя колоколами в Финляндии, приход Кокемяки. Орган утрачен в период после Советско-финляндской войны (1939—1940). Обогрев внутри осуществлялся тремя встроенными калориферами.
В 1941 году храм частично пострадал от снаряда, повредившего фронтон и крышу. Вся обстановка храма была вывезена. Колокола сняты и находились в разных местах. Храм был отремонтирован финнами, вернувшимися в свои дома, и снова оставлен при отступлении в 1944 году.
Здание кирхи в 1945 году было передано совхозу «Ряйсяля», входившему в объединение «Союзмолживтрест». Длительное время здание использовалось как зерносклад № 5 (в течение многих лет в нём хранили корм для скота). Кроме того, в кирхе торговали товарами первой необходимости для сельских жителей: топорами, лопатами, вилами, керосиновыми лампами и так далее.
В 1969 году кирху стали переоборудовать под совхозный дом культуры. Здание приобрело второе дыхание. Была проведена огромная работа по подготовке здания: вывезены корма, поставлены стенки на втором этаже (на хорах), подведено тепло от поселковой котельной, оборудована сцена, приобретены занавеси и кресла, установлено качественное кинопроекционное оборудование.
Здание кирхи прошло плановый ремонт в 2010 году — заменено кровельное железо на крыше, в окна вставлены пластиковые стеклопакеты (что сильно испортило исторический вид здания).

## Современность

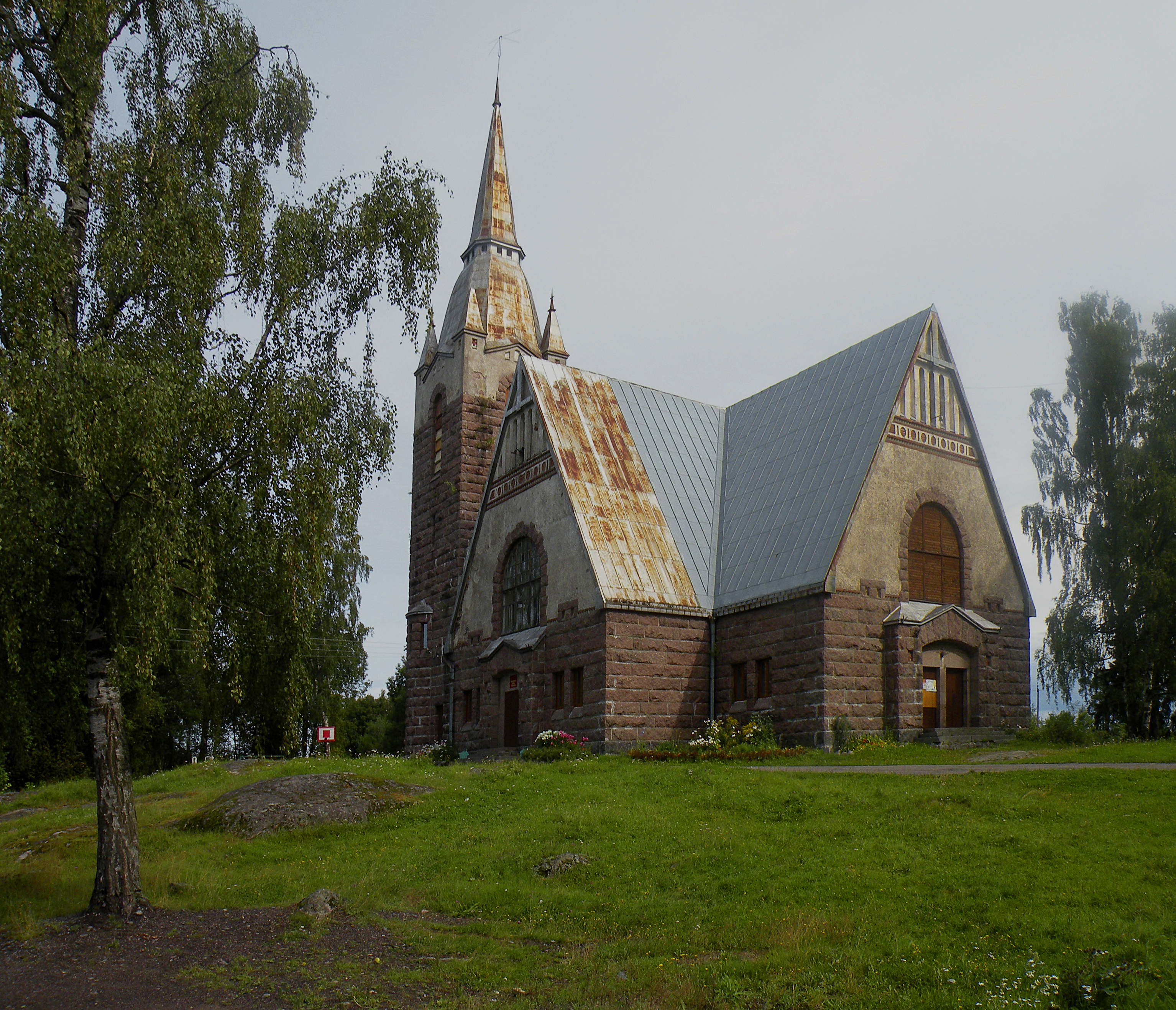
Здание накануне ремонта (август 2009 г.)

Здание, одно из самых замечательных на Карельском перешейке, выполнено в стиле финского национального романтизма, северной разновидности модерна. Наружные стены сложены из местных пород красноватого гранита, внутренние из кирпича. Фронтоны отлиты из бетона. Кровля — гальванически обработанная жесть. Основанием церкви служит природная скала, которую углубили для создания погреба. Длина здания — 28 м, ширина — 22,5 м и высота — 37 метров.
На сегодняшний день в здании размещается дом культуры. На территории современной Финляндии существует организация, состоящая из приезжающих в Мельниково бывших уроженцев села Ряйсяля и их потомков, оказывающая посильную помощь по поддержанию вида здания. Периодически с их участием проводятся лютеранские службы.